# Женская сборная Кении по хоккею на траве
Женская сборная Кении по хоккею на траве — женская сборная по хоккею на траве, представляющая Кению на международной арене. Управляющим органом сборной выступает Союз хоккея на траве Кении (англ. Kenya Hockey Union (KHU)).
Сборная занимает (по состоянию на 1 января 2015) 37-е место в рейтинге Международной федерации хоккея на траве (FIH).

## Результаты выступлений

### Мировая лига
- 2012/13 — не участвовали
- 2014/15 — ?? место (вышли во 2-й раунд; будет в марте 2015)

### Всеафриканские игры
- 1995 —
- 1999 —
- 2003 —

### Чемпионат Африки
- 1990 —
- 1994 — не участвовали
- 1998 —
- 2005—2009 — не участвовали
- 2013 —